# Vladimirs Petrovs
Vladimirs Petrovs o Vladímir Petrov (27 de setembre de 1908 – 26 d'agost de 1943) fou un dels jugadors d'escacs letons més destacats de començaments del segle xx. Va morir prematurament en un camp de treball soviètic, després de l'annexió de Letònia per part de l'URSS.

## Dels inicis a 1934
Nascut a Riga, va aprendre a jugar a escacs relativament tard, als tretze anys, però tot i això aconseguí ràpids progressos. El 1926, als 19 anys, va guanyar el campionat de Riga, i fou tercer al campionat nacional. Va empatar als llocs 2n a 5è, rere Isakas Vistaneckis, al primer Campionat bàltic a Klaipeda el 1931. El mateix any va guanyar un matx a Movsas Feigins (+4 –1 =3); el 1932 guanyà un matx a Vladas Mikenas (+2 –0 =1), i el 1934 va perdre ajustadament un matx contra Rudolf Spielmann (+1 –2 =5).

## De 1934 a la II Guerra Mundial
Al Campionat d'escacs de Letònia Petrovs va empatar en el primer lloc amb Fricis Apšenieks el 1934, i va guanyar el 1935 i el 1937. Va guanyar el torneig de Hèlsinki de 1936, i va aconseguir el millor resultat de la seva carrera a Kemeri 1937, quan va empatar al primer lloc amb Samuel Reshevsky i Salo Flohr, tot superant Aleksandr Alekhin, Paul Keres, Endre Steiner, Savielly Tartakower, Reuben Fine, Gideon Stahlberg i d'altres. Posteriorment en el mateix any, fou últim a Semmering. Va empatar en els llocs 3r a 5è a Lodz el 1938, rere Vasja Pirc i Tartakower, i fou tercer a Margate 1938, rere Alekhine i Rudolf Spielmann (en aquest torneig va guanyar Alekhine en la partida en què s'hi va enfrontar). El 1939, va acabar en 8è lloc (de 16) a Kemeri–Riga, i va guanyar a Rosario, superant Erich Eliskases i Mikenas.

## Olimpíades d'escacs
Petrovs va defensar Letònia en totes les Olimpíades d'escacs jugades entre el 1928 i el 1939.
| Any  | Olimpíada                | Ciutat       | Tauler | Guanyades | Perdudes | Taules |
| ---- | ------------------------ | ------------ | ------ | --------- | -------- | ------ |
| 1928 | II Olimpíada             | La Haia      | 1r     | 5         | 4        | 7      |
| 1930 | III Olimpíada            | Hamburg      | 2n     | 8         | 3        | 6      |
| 1931 | IV Olimpíada             | Praga        | 3r     | 9         | 2        | 5      |
| 1933 | V Olimpíada              | Folkestone   | 2n     | 6         | 5        | 3      |
| 1935 | VI Olimpíada             | Varsòvia     | 1r     | 7         | 5        | 7      |
| 1936 | III Olimpíada no oficial | Múnic        | 1r     | 10        | 3        | 7      |
| 1937 | VII Olimpíada            | Estocolm     | 1r     | 5         | 3        | 10     |
| 1939 | VIII Olimpíada           | Buenos Aires | 1r     | 8         | 0        | 11     |

Va guanyar dues medalles individuals per la seva actuació a les olimpíades: or el 1931 i bronze el 1939. La seva actuació fou especialment brillant a Buenos Aires 1939, on hi jugava de primer tauler: hi acabà invicte, fent taules amb el Campió del món Alekhine, l'ex campió José Raúl Capablanca, i la jove i emergent nova estrella Keres, i guanyant Vladas Mikenas, Roberto Grau, Tartakower, i Moshe Czerniak.

## Sota l'ocupació soviètica
El 1940 la Unió Soviètica es va annexionar Letònia. Petrovs va jugar el Campionat d'escacs de l'URSS de 1940, on hi acabà 10è (de 20 jugadors). Posteriorment fou tercer a Riga el 1941, i segon en diversos forts torneigs: Moscou 1941, rere Isaak Mazel; Moscou 1942, rere Ígor Bondarevski, i Sverdlovsk 1942, rere Viatxeslav Ragozin.
Quan els nazis varen envair la Unió Soviètica el 22 de juny de 1941, va ser impossible per Petrovs tornar amb la seva família a Letònia. Va romandre a Rússia, on hi fou arrestat el 31 d'agost de 1942 (en aplicació del fatídic Article 58) per criticar la davallada del nivell de vida a Letònia posterior a l'annexió soviètica de 1940. Fou sentenciat a deu anys en un camp de treball. El 1989 es feu públic que havia mort de pneumònia a Kotlas, a la Rússia soviètica, el 1943.

## Partides destacades
- Vladimirs Petrovs vs Kazimierz Makarczyk, L'Haia 1928, II Olimpíada, gambit de dama refusat, Defensa Ortodoxa, Atac Rubinstein, D64, 1-0
- Saviely Tartakower vs Vladimirs Petrovs, Hamburg 1930, III Olimpíada, Obertura del Peó de dama, A45, 0-1
- Karel Treybal vs Vladimirs Petrovs, Folkestone 1933, V Olimpíada, defensa siciliana, variant clàssica, B58, 0-1
- Vera Menchik vs Vladimirs Petrovs, Podebrady 1936, Campionat de Txecoslovàquia, defensa eslava, variant del canvi, D13, 0-1
- Vladimirs Petrovs vs Reuben Fine, Kemeri 1937, defensa Alekhine, B03, 1-0
- Gideon Stahlberg vs Vladimirs Petrovs, Lódz 1938, defensa nimzoíndia, Variant Spielmann, E22, 0-1
- Vladimirs Petrovs vs Alexander Alekhine, Margate 1938, obertura catalana, E02, 1-0
- Vladimirs Petrovs vs Roberto Grau, Buenos Aires 1939, VIII Olimpíada, gambit de dama refusat, D06, 1-0, Descrita com "Una instructiva i convincent partida degut a la seva simplicitat"
- Vladimirs Petrovs vs Vladas Mikenas, Rosario 1939, obertura catalana, E02 1-0
- Vladimirs Petrovs vs Grigory Levenfish, Moscow 1940, 12è Campionat de l'URSS, índia antiga, A53, 1-0